# Orthocladius sphagnorum
Orthocladius sphagnorum är en tvåvingeart som först beskrevs av Jean-Jacques Kieffer 1924.  Orthocladius sphagnorum ingår i släktet Orthocladius och familjen fjädermyggor. Inga underarter finns listade i Catalogue of Life.